# Adam van Kan
Adam Hubert Marie Joseph van Kan (Maastricht, 18 juli 1877 – 's-Gravenhage, 6 juni 1944) was een Nederlands rechtsgeleerde, historicus en hoogleraar aan de Universiteit Leiden. Hij gebruikte steeds de naam J. van Kan en stond bekend bij vrienden onder de koosnaam 'Sjoeke'.

## Levensloop
Te Maastricht volgde hij het gymnasium gedurende de eerste vier jaar van zijn studies en ging vervolgens naar het Bisschoppelijk College te Roermond om zijn middelbare studies af te ronden.  Hij vervolgde zijn studies aan de Katholieke Universiteit Leuven waar hij doctor in letteren en wijsbegeerte werd in twee jaar in plaats van de gebruikelijke vier jaar. Tijdens zijn studies te Leuven was hij lid van K.A.V. Lovania zu Löwen. In 1939 werd van Kan doctor honoris causa van de Leuvense universiteit.  
In 1897 werd hij student aan de Universiteit van Amsterdam en studeerde rechten. Hij werd kandidaat in de rechten in 1898, cum laude. Het volgende jaar won hij een universitaire prijskamp met een essay dat een systematische en kritische uiteenzetting vroeg van de literatuur over het verband tussen criminaliteit en economische toestanden. Dit essay werd in een uitgebreide versie in het Frans uitgegeven in 1903. In 1913 promoveerde van Kan op een proefschrift omtrent bezitsverhoudingen; promotor was Paul Scholten. Hetzelfde jaar werd hij benoemd tot hoogleraar Romeins recht aan de Universiteit Leiden. Naast Romeins recht gaf van Kan nog colleges over het Franse recht en historische cursussen, onder andere over de geschiedenis van de vredesgedachte en over Jeanne d'Arc. Deze heilige zou gedurende heel zijn leven een bijzondere interesse blijven.  
In het najaar van 1924 vertrok van Kan naar Nederlands-Indië om daar hoogleraar burgerlijk recht te worden aan de nieuw op te richten Rechtshogeschool van Batavia; hij werd als hoogleraar Romeins recht in Leiden opgevolgd door Julius Christiaan van Oven, tot dan toe hoogleraar te Groningen. Hij was tevens rector magnificus van deze universitaire instelling. Hij nam ontslag in 1930. Alvorens terug te keren naar Nederland vervulde hij een diplomatische missie in opdracht van de regering. Dit bestond erin om in Engels Indië onderzoek te verrichten naar de Oost-Indische Compagnie. Tijdens zijn verblijf in Engels Indië werd van Kan benoemd tot lid van de Raad van Indië. Dit doorkruiste zijn plan om terug te keren naar Nederland. Van Kan bleef nog zes jaar in Nederlands-Indië om dit hoge ambt te bekleden. In 1936 kwam hij terug naar Nederland. Hij werd raad-adviseur van het Departement van Justitie. Hij is dit gebleven gedurende de eerste jaren van de Tweede Wereldoorlog, maar nam midden in de bezettingstijd ontslag uit deze functie naar aanleiding van een conflict met de secretaris-generaal, die van NSB-huize was en antisemitische maatregelen wenste door te voeren. De van dan af werkloze maar actieve Van Kan overleed geheel onverwacht op 6 juni 1944. Hij was lid van de Koninklijke Nederlandse Akademie van Wetenschappen en jarenlang voorzitter van de Vereniging tot het Bevorderen van de Beoefening der Wetenschap onder de Katholieken in Nederland.

## Geschriften
- Les causes économiques de la criminalité, Stock, Lyon, 1903
- Bezitsverhoudingen, De Bussy, Amsterdam, 1913
- Vrije rechtsvorming in Rome, Van der Hoek, Leiden, 1914
- 'Een oud-Romeinsch vredesideaal', De Gids, 1919
- Inleiding tot de rechtswetenschap, Bohn, Haarlem, 1920
- L'idée de codification à l'époque de Louis XV c Compte rendu du Ve Congrès international des Sciences historiques (Bruxelles 1923), Weissenbruch, Brussel, 1923
- De vredesgedachte der Middeleeuwen (Rede bij de aanvaarding van het hoogleeraarsambt aan de rechtshoogeschool te Batavia op den 29sten Januari 1925), Kolff, Batavia, 1925
- Rede ter gelegenheid van het 150-jarig bestaan van het Kon. Bat. Gen. van Kunsten en Wetenschappen — Verslag der viering van den Gedenkdag, Kolff, Weltevreden (Kolff), 1928
- Het rechtsconflict in de tragedie van Jeanne d'Arc, Kolff, Batavia
- Les efforts de codification en France, Rousseau, Parijs
- De rechtsgeleerde boekenschat van Batavia ten tijde der Compagnie, Nix, Bandoeng
- Le régime des fondations en Hollande — Travaux préparatoires de la semaine internationale de droit, Recueil Sirey, Parijs 1937
- 'Het Burgerlijk Wetboek en de Code Civil', in: Gedenkboek Burgerlijk Wetboek 1838-1938, Tjeenk-Willink, Zwolle, 1938